# Deutscher Werkbund

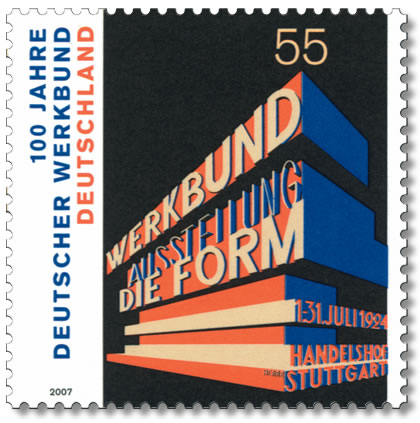
Frimärke till 100-årsjubileum 2007.

Deutscher Werkbund, DWB, är ett förbund av tyska konstnärer, arkitekter och politiker, som grundades i München 1907.
Förbundet ville förena konst och industridesign. Man ville bland annat verka för att ge maskinellt serietillverkade produkter en högre konstnärlig kvalitet.
1914 arrangerade man en stor utställning i Köln.

## Historia

### Översikt
- 1907 Deutscher Werkbund grundas i München
- 1914 Utställningen Industrielle Formgebung i Köln
- 1924 Utställningen Industrielle Formgebung i Berlin
- 1926 Tidskriften Die Form börjar ges ut (till 1934)
- 1927 Utställningen Industrielle Formgebung i Stuttgart (Weißenhofsiedlung)
- 1929 Utställningen Industrielle Formgebung i Breslau (WUWA)
- 1932 Utställningen Werkbundsiedlung Wien
- 1934 Nazisterna upplöser Deutscher Werkbund
- 1947 Deutscher Werkbund återgrundas efter federalistisk princip med åtta regionala förbund.
- 1952 Tidskriften Werk und Zeit börjar ges ut
- 1972 Ett arkiv grundas som Museum der Alltagskultur des 20. Jahrhunderts i Berlin
- 2007 Deutscher Werkbund firar 100 år

## Grundarmedlemmar
Grundarmedlemmar var tolv konstnärer och tolv företag:

### Konstnärer
- Peter Behrens
- Theodor Fischer
- Josef Hoffmann
- Wilhelm Kreis
- Max Laeuger
- Adelbert Niemeyer
- Joseph Maria Olbrich
- Bruno Paul
- Richard Riemerschmid
- Jakob Julius Scharvogel
- Paul Schultze-Naumburg
- Fritz Schumacher.

### Företag
- P. Bruckmann & Söhne
- Deutsche Werkstätten für Handwerkskunst Dresden
- Eugen Diederichs
- Gebr. Klingspor
- Kunstdruckerei Künstlerbund Karlsruhe
- Poeschel & Trepte
- Saalecker Werkstätten
- Vereinigte Werkstätten für Kunst und Handwerk München
- Werkstätten für deutschen Hausrat Theophil Müller Dresden
- Wiener Werkstätten
- Wilhelm & Co.
- Gottlob Wunderlich.

### Tidiga medlemmar
- Peter Behrens
- Theodor Heuss
- Harry Graf Kessler
- Bruno Möhring
- Hermann Muthesius
- Friedrich Naumann
- Hans Poelzig
- Karl Schmidt-Hellerau
- Bruno Taut
- Jan Thorn-Prikker
- Henry van de Velde.